# کلیسای جورج مقدس
کلیسای جورج مقدس (به چکی:Bazilika svatého Jiří به انگلیزی:St. George's Basilica ) کلیسای سه صحن سبک رومی است که در قلعه پراگ واقع شده‌است و قدیمترین کلیسای کاتولیک در پراگ هم است.
در این کلیسا آرام گاه اشرافهای چکی و مقبر لودمیلا مقدس قرار دارد. این کلیسا دو برج دارد.

## تاریخچه
بنای ابتدایی در سال ۹۲۰ میلادی در دوره حکومت شاهزاده بوژیووی ۲ ساخته شد. در سال ۹۷۳ کنار این کلیسا صومعه بندیکتهای معبد تأسیس شد. در قرن ۱۲ نمازخانه لودمیلا مقدس ساخته شد. در این نمازخانه مقبره لودمیلا مقدس که در قرن ۱۴ ساخته شد قرار دارد. در طاق کلیسا نقاشی‌های عیسی و مریم مقدس وجود دارند. در قرن ۱۷ فرانچیسکو کاراتی نمای کلیسا را تعمیر کرد. در سال ۱۷۲۲ میلادی نمازخانه جون نیپوموک ساخته شد. در این نمازخانه مجسمه جون نیپوموک با فرشتگان قرار دارد. این مجسمه در سال ۱۷۲۲ ساخته شد..